# قینرجه (رزن)
قینرجه، روستایی در دهستان قینرجه بخش بغراطی شهرستان رزن در استان همدان ایران است. این روستا، مرکز دهستان قینرجه است.

## جمعیت
بر پایه سرشماری عمومی نفوس و مسکن در سال ۱۳۹۵، جمعیت این روستا برابر با ۲٬۰۴۱ نفر (۶۲۵ خانوار) بوده‌است.